# 心境感应
心境感应（SensMe）是索尼所开发的一个音乐分类、播放及管理的软件。被运用在预装有walkman播放系统的索尼随声听、索尼爱立信手机及索尼电脑娱乐所开发的手持式游戏机PlayStation® Portable上面。

## SensMe™ channels
SensMe™ channels是专门运用在PSP™上的SensMe音乐播放应用程序。根据程序内建的分类规则-12音解释技术，通过Media Go将电脑上的音乐文件传送到PSP™上后会被自动分为12类归入12个频道。

## 历史
- 2009年
  - 10月1日－版本1.00 公开。
  - 10月22日－版本1.01 公开。
- 2010年
  - 3月31日－版本1.50 公开。

## 版本

### 1.00版
- 是初期開發的韌體版本。

### 1.01版
- 改善对部分语言的支持。

### 1.50版
- 支持当使用PS3™或Media Go以外的音乐管理软件传送到PSP™的音乐文件也可以被分类到不同的频道
- 允许将不希望播放的音乐文件归档至“黑名单”
- 允许启用或停用“Dynamic Normalizer”

## 频道分类
PSP™
| Morning/Daytime/Evening/Night/Midnight | 推荐：上午／推荐：白天／推荐：傍晚／推荐：夜晚／推荐：午夜 | 配合目前的时段推荐乐曲             |
| Shuffle All                            | 所有歌曲随机播放                                           | 随机播放所有乐曲                   |
| Energetic                              | 活力                                                       | 充满活力的乐曲                     |
| Relax                                  | 休闲                                                       | 可以放松心情的平静乐曲或环境音乐等 |
| Mellow                                 | 轻柔                                                       | 深沈、悲伤的乐曲                   |
| Upbeat                                 | 欢乐                                                       | 欢乐或让人心情振奋的乐曲           |
| Emotional                              | 抒情                                                       | 抒情曲调的乐曲                     |
| Lounge                                 | 酒廊音乐                                                   | 爵士乐、Bossa Nova等               |
| Dance                                  | 舞曲                                                       | 轻快的Rap（饶舌）、R&B等           |
| Extreme                                | 强烈                                                       | 激烈的摇滚乐等乐曲                 |
| Favourites                             | 最爱                                                       | 登录为最爱的乐曲                   |
| Newly Added                            | 新增                                                       | 最近追加的乐曲                     |

## 搭载产品
- Walkman
- Media Go
- PlayStation Portable[1]

### Sony Ericsson handsets
- Aino
- Sony NWZ-S639F Media Player （页面存档备份，存于）
- elm
- W380
- W508
- W518a
- W595
- W705
- W715
- W760
- W890i
- W902
- W910i
- W980
- W995
- Sony Ericsson XPERIA X10
- Sony Ericsson XPERIA Arc
- Sony Ericsson XPERIA Neo
- Sony Ericsson XPERIA Play
- Zylo (W20i)

## 外部連結
- 官方網站內软件引用页 （页面存档备份，存于）
- 官方網站內的软件使用说明